# Juan Pablo Montoya

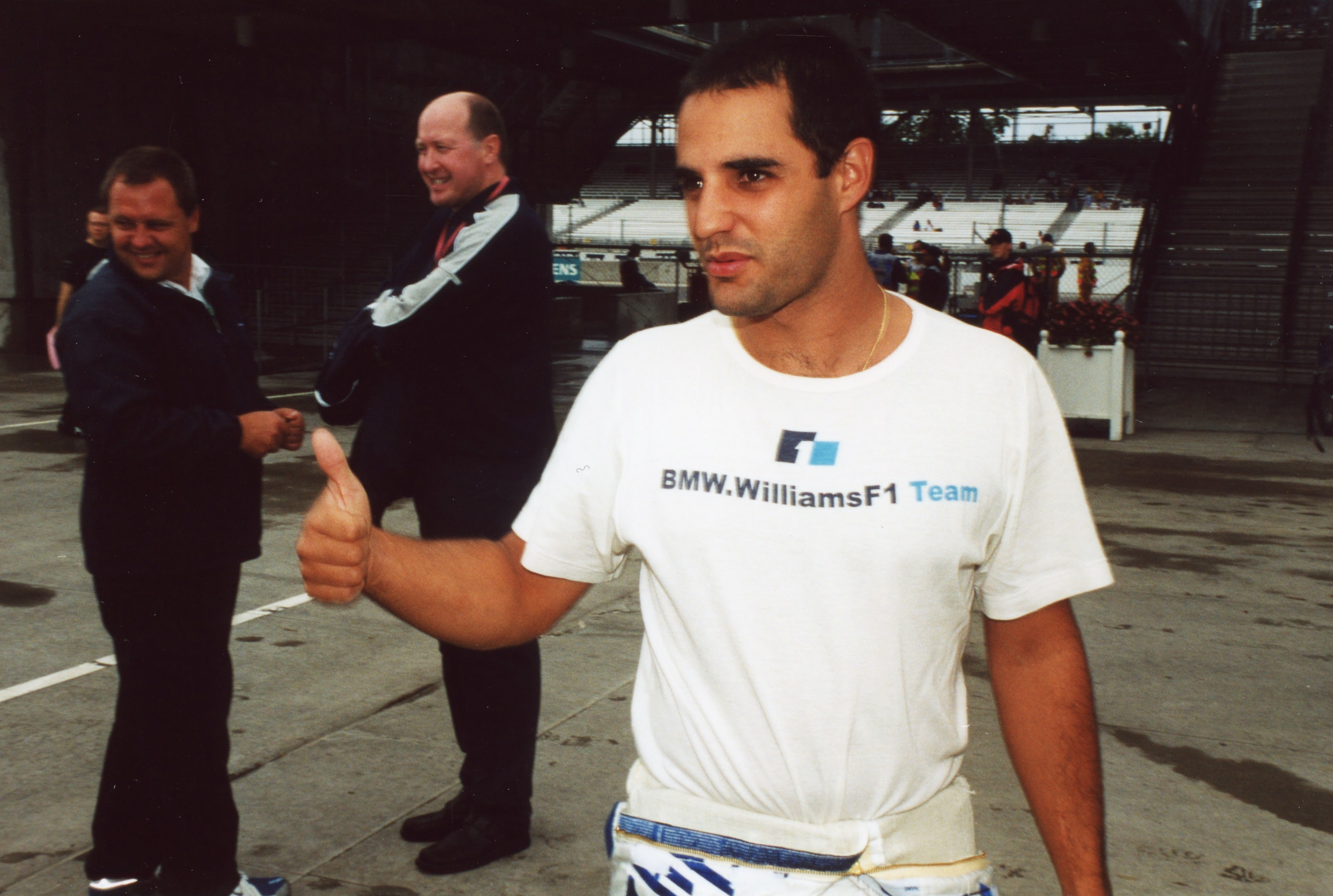
Juan Pablo Montoya

Juan Pablo Montoya Roldán és expilot de Fórmula 1. Actualment corre a les sèries NASCAR, després de retirar-se de la Fórmula 1 el 2006.

## Inicis

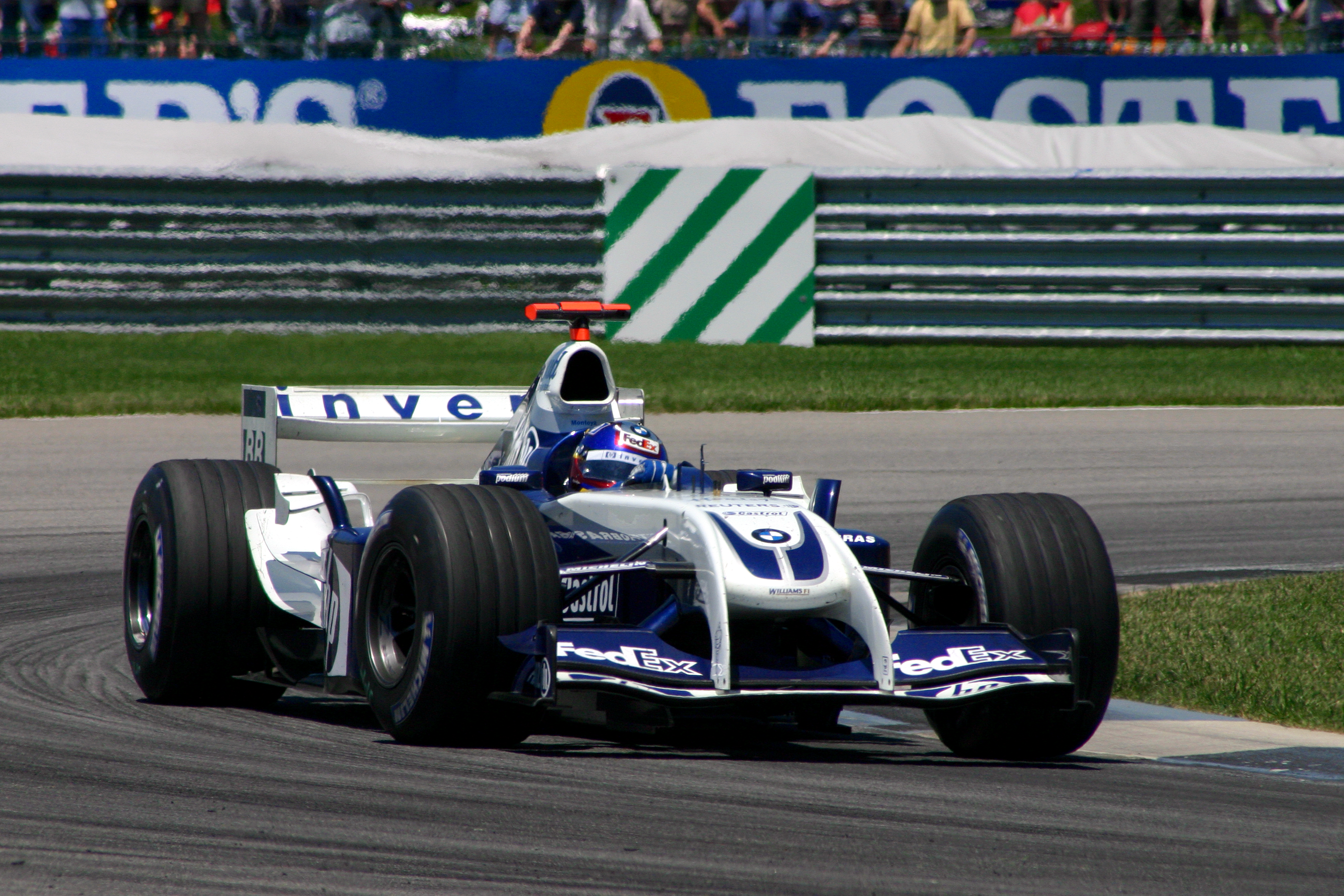
Juan Pablo Montoya manejant el Williams FW-26 durant el Gran Premi dels Estats Units del 2004. Va ser desqualificat per saltar-se el protocol de seguretat, anant-se'n cap a un vehicle de reserva fora de temps

El 1981, amb només sis anys, va començar a Bogotá a córrer en tricicle i ja als nou anys va guanyar el seu primer Campionat Infantil Nacional de Karts. El 1986 va guanyar la categoria junior en karts. Tres anys després va guanyar diferents títols nacionals i internacionals en la categoria Kart Komet. Tot això, culminà en guanyar el Campionat Mundial de Kart Junior el 1990 i el 1991.
El 1992, Montoya continuà a la Copa Formula Renault a Colombia. Aquest mateix any va participar en la sèrie dels EUA Skip Barber.
El 1993 va participarpa al Campionat Swift GTI, que dominà quasi per complet en guanyar 7 curses d'un total de 8.
1994 va ser un any molt ocupat per aquest talent de 19 anys, ja que va competir en 3 categories diferents: Campionat de Karting Sudam 125, Barber Saab dels EUA i la Formula N mexicana (on guanyà el títol). Aquest corredor va començar a entrar en un molt bon nom en el món de l'automobilisme per la seva habilitat de guanyar la posició preferent i també la cursa. En algunes d'aquestes sèries va aconseguir el 80% de les poles.
Els següents tres anys va seguir participant en diferents categories, sempre aconseguint bons resultats. El 1995 va aconseguir la tercera plaça al Campionat Britànic de Formula Vauxhall i guanyà les Sis Hores de Bogotà imposant un nou rècord de pista.
El 1996 va competir al Campionat de Gran Bretanya de Formula 3 s'ubicà tercer a la taula final i per la seva gran participació aconseguí un lloc per córrer a la Formula 3000. També participà en el Masters de Formula 3, aconseguint una quarta plaça repetint també un altre triomf a les Sis Hores de Bogotá; també competí per Mercedes-Benz en la cursa ITC a Silverstone.

### Fórmula 3000
El 1997 va competir amb l'equip Marko a la Fórmula 3000 Internacional, acabant en segon lloc.
El 1998 Montoya va competir de nou en la F3000 Internacional la qual guanyà en aquest mateix any. Es destaca la seva participació en el Gran Premi de Pau, en el que s'impusà magistralment amb una volta d'avantatge restecte el segon classificat.

### CART
El 1999, després d'un acord amb Williams i Chip Ganassi es va traslladar a l'altre costat de l'Atlàntic i participà en la CART als EUA. En el seu primer any es coronà campió en un torneig que es va definir en l'última cursa després d'una temporada molt lluitada amb l'escocès Dario Franchitti, mentre Alex Zanardi, lluitava a la F1 amb un Williams que no aconseguia rendir. Montoya guanyà set curses, així com set "poles" i, a més a més, es consagrà com el pilot més jove en guanyar aquesta categoria als 24 anys.
Durant el 2000 va pertànyer al mateix equip, però el canvi de xassís a Lola, i de motor a Toyota aparentment van produir un auto amb menys fiabilitat i velocitat, i acabà novè a la classificació. Aquest mateix any aconseguí la seva conquista més il·lustre en guanyar la llegendària cursa de les 500 Milles de Indianàpolis en el seu primer intent, i guanyà la primera cursa per Toyota a la CART.

## Carrera a la Fórmula 1

### Equip Williams (2001-2004)
El 2001, després del seu pas per Amèrica del Nord, Montoya va tornar a l'equip Williams, però aquesta vegada no com a pilot de proves, sinó com a pilot de curses. En la seva primera temporada va aconseguir una victoria al Gran Premi d'Itàlia del 2001 a Monza, i tres poles.
Durant la temporada 2002 i 2003 es va convertir en una alternativa real en la lluita pel Campionat del món contra Michael Schumacher, quedant tercer a la classificació final.
Va pertànyer a Williams-BMW fins al 2004, any en què les deficiències en el seu vehicle van impossibilitar la seva lluita pel campionat, quedant darrere de dos nous aspirants, Jenson Button i Fernando Alonso. No obstant això, va aconseguir una brillant victòria al Gran Premi de Brasil del 2004.
El seu període amb Williams es va acabar amb 4 victòries i 11 poles.

### Període amb McLaren (2005-2006)
El 2005 Montoya s'integrà dues temporades a l'equip McLaren-Mercedes en companyia del finlandès Kimi Räikkönen. Després de dos grans premis, es va lesionar oficialment a l'espatlla jugant a tennis, la qual cosa va impedir la seva participació tant al Gran Premi de Bahrain com al Gran Premi de San Marino, substituït pels pilots Pedro de la Rosa i Alexander Wurz.
Després d'alguns accidents, com en les pràctiques del Gran Premi de Mònaco del 2005, en les que Montoya va ser penalitzat per provocar suposadament un accident, i en el Gran Premi del Canadà de 2005, en el que va ser desqualificat de la cursa després de sortir de boxes amb el semàfor en vermell durant el període del cotxe de seguretat, Juan Pablo aconseguí la seva primera victòria amb McLaren al Gran Premi de Regne Unit del 2005, després d'una intensa lluita amb Fernando Alonso. Va aconseguir dues curses més aquest any, les quals serien les últimes en la categoria, ja que el 2006 no arribà a acabar el campionat, deixant la Fórmula 1 per emigrar a la Nascar amb l'equip de Chip Ganassi. El seu substitut en la categoria de la Fórmula 1 va ser de la Rosa. Després de la seva retirada de l'equip, el seu ja ex-company Kimi Räikkönen també abandonà l'equip, iniciant una nova temporada McLaren amb el campió asturià Fernando Alonso i amb Lewis Hamilton.

## Etapa a laNASCAR

### 2006
Va ser l'any en què culminà la seva carrera en la Fórmula 1 amb l'escuderia McLaren Mercedes, per donar pas al seu retorn als Estats Units. A finals d'aquest any inicià el seu període d'adaptació començant en la Busch Series (la segona en importància a la NASCAR darrere de la NEXTEL Cup en la que competí en tres ocasions.

### 2007
Ja en el 2007 es va anunciar que seria part dels corredors de la famosa cursa estatunidenca de resistència 24 hores de Daytona, en la que sortí victoriós juntament amb els seus companys de vehicle: Scott Pruett i Salvador Durán.
Juan Pablo Montoya va finalitzar la temporada del 2007 en la posició número 20 amb 3487 puntos i complint el 94,7% de les voltes pactades en la temporada 2007.

### 2008
El 27 de gener, Montoya junt amb Scott Pruett, Guillermo Rojas i Dario Fanchitti guanya de nou les 24 hores de Daytona, fet mític pel pilot, ja que només falta que corri (i guanyi) en les 24 horas de Le Mans per ser el pilot que ha guanyat quasi totes les carreres més importants de l'automobilisme mundial.